# Kellicottia longispina
Espèce
Synonymes
- Notholca heterospina Oloffson, 1917[2]
- Notholca longispina[3]
- Notholca taymirica Grese, 1955[2]

Kellicottia longispina est une espèce de rotifères de la famille des Brachionidae.

## Description
Kellicottia longispina dispose d'une épine caudale au moins aussi longue que son tronc corporel, 6 épines antérieures de longueurs inégales, et d'une lorica — la cuticule épidermique, plus ou moins transparente, qui protège leur corps — sans ornements,. La femelle de Kellicottia longispina mesure de 460 à 730 µm, et le mâle de 70 à 90 µm.

## Habitat
Kellicottia longispina est une espèce de rotifères dulcicoles : il peuple les cours et étendues d'eau douce.

## Taxonomie
En 1879, Kellicottia longispina a été décrit pour la première fois, sous le basionyme Anuraea longispina, par le protozoologiste et entomologiste américain David Simons Kellicott (d). Il devient l'espèce type du genre Kellicottia en 1918, à la suite des travaux du zoologiste américain Elbert Halvor Ahlstrom (en).